# Linea U3 (metropolitana di Amburgo)
La linea U3 è una delle linee della metropolitana di Amburgo.

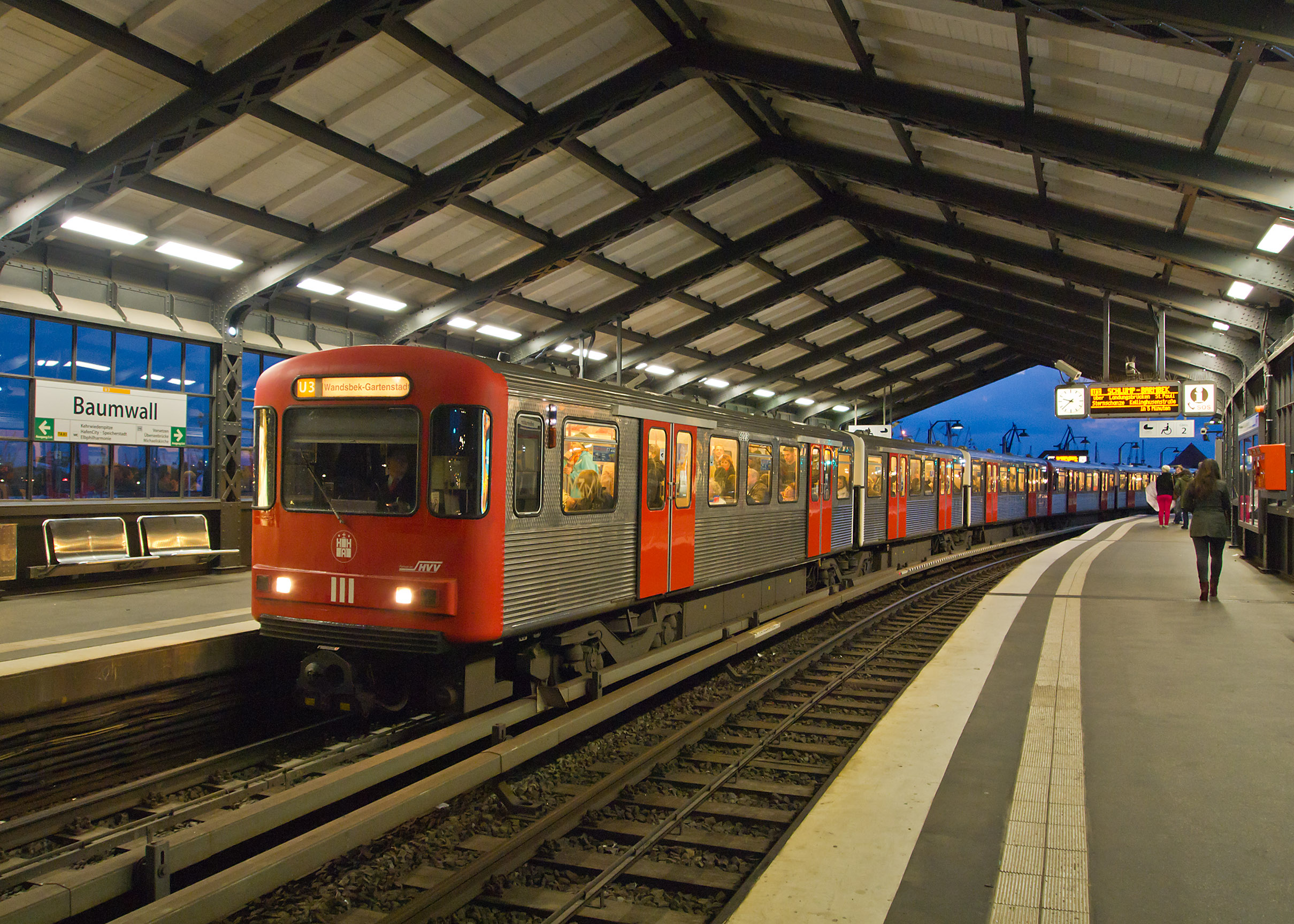
Stazione Baumwall

## Stazioni
| Stazione             | Apertura | Interscambi | Note |
| -------------------- | -------- | ----------- | ---- |
| Barmbek              | 1912     |             |      |
| Saarlandstraße       | 1912     |             |      |
| Borgweg              | 1912     |             |      |
| Sierichstraße        | 1912     |             |      |
| Kellinghusenstraße   | 1912     |             |      |
| Eppendorfer Baum     | 1912     |             |      |
| Hoheluftbrücke       | 1912     |             |      |
| Schlump              | 1912     |             |      |
| Sternschanze         | 1912     |             |      |
| Feldstraße           | 1912     |             |      |
| St. Pauli            | 1912     |             |      |
| Landungsbrücken      | 1912     |             |      |
| Baumwall             | 1912     |             |      |
| Rödingsmarkt         | 1912     |             |      |
| Rathaus              | 1912     |             |      |
| Mönckebergstraße     | 1912     |             |      |
| Hauptbahnhof Süd     | 1912     | ( )         |      |
| Berliner Tor         | 1964     |             |      |
| Lübecker Straße      | 1912     |             |      |
| Uhlandstraße         | 1912     |             |      |
| Mundsburg            | 1912     |             |      |
| Hamburger Straße     | 1912     |             |      |
| Dehnhaide            | 1912     |             |      |
| Barmbek              | 1912     |             |      |
| Habichtstraße        | 1930     |             |      |
| Wandsbek-Gartenstadt | 1918     |             |      |